# Opál (keresztnév)
Az Opál egy női név, amely az azonos nevű drágakő nevével állhat összefüggésben. Görög közvetítéssel (opaliosz) az óindiai upala (kő, drágakő) szóból származik. [forrás?]